# Nicole Parker
Nicole Frances Parker (Irvine, 21 de fevereiro de 1978) é uma atriz estado-unidense.

## Biografia
Em sua cidade natal de Irvine, Califórnia, ela se apresentou em South Coast Repertory e na Laguna Playhouse. Ela também estudou Teatro e Voz na Universidade de Indiana e apresentou numa trupe de improviso chamada "The Original Full Frontal Comedy". Após a universidade, Parker apresentou no Edinburgh Fringe Festival, a Second City em Chicago, Bloemendaal, Academia Unhinged and Groningen. Em adição, ela e alguns colegas formaram uma companhia teatral em Nova York chamada Waterfall Productions. Parker morou em Amsterdã por dois anos, onde ela apresentou o show Boom Chicago, com os colegas de MADtv Ike Barinholtz e Jordan Peele.

## MADtv
Parker entrou no elenco de MADtv em 2003 como uma perfomista especial na nona temporada. Ela depois foi promovida á membro de elenco na próxima temporada.
Parker deixou o show em Novembro de 2008, mas apareceu em esquetes até o final da série em 2009.

### Personagens (como visto emMADtv)
- Annetta Bussley (The Lillian Verner Game Show)
- Beth (Sean the Floor Leader)
- Candy Matsumoto (Hello Hollywood/Iraq, Hello!)
- Charlene (Baby Joey)
- Disney Girl
- Pat-Beth LaMontrose (Inside Looking Out)
- Tori McLachlan, a singer/songwriter who performs depressing songs
- Toni Horse (Fashion Surprise)
- Elisssa (Girlicous)
- Amy Little (Nice White Lady)
- Sharon (Teller Conference)

### Imitações conhecidas
| - Britney Spears - Ellen DeGeneres - Paula Abdul - Kathy Griffin - Ashlee Simpson - Jessica Simpson - Hillary Rodham Clinton - Joy Behar - Kelly Clarkson - Rachael Ray - Kim Kardashian - Dina Lohan - Ashley Tisdale - Lucille Ball - Celine Dion - Kat Deely | - Renee Zellweger - Fergie - Sarah Palin - Nancy Grace - Lauren Conrad - Norah Jones - Jodie Foster - Kim Basinger - Sarah Jessica Parker - Jennifer Connelly - Julie Andrews - Teri Hatcher - Judy Garland - Katie Holmes - James Blunt - Amy Winehouse |

## Trabalhos

### No teatro
| Ano         | Nome                                                                                         | Papel                                         | Notas                     |
| ----------- | -------------------------------------------------------------------------------------------- | --------------------------------------------- | ------------------------- |
| 2003        | Fuente Ovejuna                                                                               | Laurencia                                     | Musical (Regional)        |
| 2004        | The Magic Flute                                                                              | Pamina                                        | Musical (Regional)        |
| 2004        | Romeo and Juliet Musical: The People vs. Friar Laurence, The Man Who Killed Romeo and Juliet | Juliet                                        | Musical (Regional)        |
| 2006 - 2007 | Martin Short: Fame Becomes Me                                                                | Vários                                        | Comedy Musical (Broadway) |
| 2008        | Proposition 8: The Musical                                                                   | California Gays and The People That Love Them | Comedy Musical            |
| 2009        | Wicked                                                                                       | Elphaba                                       | Musical (Broadway)        |

## Na televisão
| Ano       | Nome                                 | Papel     | Notas          | Número de episódios |
| --------- | ------------------------------------ | --------- | -------------- | ------------------- |
| 2003-2009 | MADtv                                | Vários    | Sketch Comedy  | 113                 |
| 2005      | Kathy Griffin: My Life on the D-List | Ela mesma | Comedy/Reality | 1                   |

### No cinema
| Ano  | Nome              | Papel                                                            | Notas                   | Bilheteria   |
| ---- | ----------------- | ---------------------------------------------------------------- | ----------------------- | ------------ |
| 2007 | Four Years        | como Stacy                                                       | Short Film Comedy Movie |              |
| 2008 | Meet the Spartans | como Britney Spears, Paula Abdul, Paris Hilton e Ellen DeGeneres | Parody Movie            | $84,021,565. |
| 2008 | Disaster Movie    | as Enchanted Princess, Jessica Simpson, Amy Winehouse            | Parody Movie            | $31,683,375  |
| 2009 | Weathered         | como Weather Wellington                                          | Short Film Drama Movie  |              |
| 2009 | Funny People      | como Dawn                                                        | Comedy-Drama Movie      | $50,200,497  |
| 2010 | Vampires Suck     | como Lady Gaga                                                   | Parody Movie            |              |

## Prêmios
| Ano  | Resultado | Prêmio             | Categoria                             | Trabalho indicado                                                           |
| ---- | --------- | ------------------ | ------------------------------------- | --------------------------------------------------------------------------- |
| 2004 | Indicado  | Jeff Award         | Best Actress in a Principal Role      | Musical, The People vs. Friar Laurence, The Man Who Killed Romeo and Juliet |
| 2006 | Ganhou    | Emmy Award         | Outstanding Original Music and Lyrics | MADtv For the song "A Wonderfully Normal Day" For episode Episode 1111.     |
| 2007 | Indicado  | Emmy Award         | Outstanding Original Music and Lyrics | MADtv For the song "Merry Ex-Mas" For episode #1209                         |
| 2009 | Ganhou    | GLAAD Media Awards | Special Recognition                   | Prop 8: The Musical                                                         |
| 2009 | Ganhou    | Broadway.com       | Favorite Long Running Broadway Show   | Wicked                                                                      |
| 2009 | Ganhou    | Helpmann Awards    | Best Musical                          | Wicked                                                                      |